# Saemundssonia clayae
Saemundssonia clayae är en insektsart som beskrevs av Hopkins 1949. Saemundssonia clayae ingår i släktet Saemundssonia, och familjen fjäderlöss. Arten är reproducerande i Sverige.